# Otto Piringer
Otto Piringer (n. 20 februarie 1874, Orăștie - d. 3 noiembrie 1950, Orăștie) a fost un scriitor al dialectului săsesc din Transilvania.
Tatăl său, Johann Piringer, a fost preot la Romos, județul Hunedoara, iar mama sa, Wilhelmine Schuller, a fost fiica lui Johann Schuller, predicator în Romos, născut la Agnita pe 30 noiembrie 1783.
A fost căsătorit cu Auguste Valerie „Gusti” Schuller din Agnita, cu care avut patru copii.
După ce a studiat filologia și teologia la Marburg, Berlin și Cluj, a fost numit în 1896 rector al liceului din Agnita, unde a profesat până în iulie 1903.
Din 1903 a fost numit preot în Tălmaciu iar din 1906 în Cristian, județul Brașov. În 1913 s-a întors în localitatea de baștină a înaintașilor săi, Apoldu de Sus, județul Sibiu. După alți 12 ani, s-a mutat la Orăștie, unde a murit de un atac de apoplexie în 3 noiembrie 1950 și a fost înmormântat pe 5 noiembrie 1950 în cimitirul evanghelic lutheran din Orăștie.
Principala sa periodă de creație a fost după Primul Război Mondial, când a scris poezii umoristice în dialectul săsesc și scrieri educative, pe care le-a reunit în calendarul popular „Neuer Volkskalender”, redactat de el.

## Scrieri
- Schärhibesker, Lastich Geschichten ä saksesch (Schärhibesker, Lustige Geschichten auf sächsisch - Povestiri nostime în dialectul săsesc), Editura W. Kraft, Sibiu, 1921
- Vúm klene Piter uch senger Wält (Vom kleinen Peter und seiner Welt - Petrică în lumea lui), Editura W. Kraft, Sibiu, 1926
- Der Mérenziker. Schärhibesker und Lidcher (Der Korb mit Mähren. Schärhibesker und Liedcher - Coșul cu povești), Editura Kraft und Drotleff, Sibiu, 1937; reeditată în 1969 și 1975 la Editura Kriterion, București, cu traducerea în germană de Bernhard Capesius